# بازيجار (فلم هندي)
بازيجار  (بالهندية: बाज़ीगर) (بالإنجليزية: Baazigar) (بالأردية: بازیگر) (بالعربية: المخادع) هو فيلم جريمة هندي صدر في 12 نوفمبر 1993 بالهند، من إخراج الأخوين عباس علي بهي بورماوالا وماستان علي بهي بورماوالا، المعروفين تحت اسم عباس ماستان. أول نجاح جماهيري ل شاه روخ خان حقق بازيجار نجاحًا تجاريًا وثالث أعلى فيلم هندي في عام 1993 ، أسفل فيلم شاه روخ خان آخر، دار. بلغت مجموعات بازيجار في الهند 7.75 كرور روبية و 14 كرور روبية إجمالية، أي ما يعادل 250 كرور روبية (36 مليون دولار أمريكي) معدلة للتضخم.

## قصة الفيلم
أجاي شارما هو صبي صغير يسعى للانتقام من وفاة والده الذي كان نتيجة لتصرفات الموظف الموثوق به مادان شوبرا . تشوبرا لديها ابنتان ؛ الأكبر هي سيما والأصغر هي بريا (. يجد أجاي وسيلة للدخول إلى سيما في خطة للانتقام من والدها. يلتقي تشوبرا مع فيكي مالهوترا (أجاي متنكر بعدسات لاصقة بنية اللون) ، الذي يسحره هو وبريا. وبهذه الطريقة، يدير حتى الآن كل من سيما وبريا باستخدام هويات مختلفة. في وقت لاحق، واختبار سيما على حبهم، يكتب أجاي وسيما مذكرات انتحارية عندما يرتب والدها زواجها مع شخص آخر. ثم أخبرها أنه كان يختبرها ببساطة ويمزق ملاحظته مع الاحتفاظ بها. يأخذها إلى مكتب المسجل بحجة الزواج منها، ويدفعها من على السطح، ويقتلها. شوبرا أغلقت القضية على عجل لمنع المزيد من الإحراج في المجتمع بمجرد اكتشاف مذكرة الانتحار. تشتبه بريا في أن أختها لم تنتحر. بمساعدة سرية من صديقتها في الكلية ومفتش الشرطة كاران ساكسينا، تحقق في السر رافي، صديقة الكلية لسيما، التي تعجبها، تجد صورة لسيما وأجاي معًا في حفلة عيد ميلاد. عندما يكتشف أجاي عن ذلك، فإنه يقتل رافي ويجبره على توقيع مذكرة انتحار تجعل الأمر يبدو كما لو أن رافي هو قاتل سيما. وبالتالي توقف التحقيق مرة ثانية. اجاي يفوز ببطء ثقة شوبرا. لديه ذكريات الماضي وهو يتذكر والده الراحل السيد شارما، الذي اكتشف أن مدير مشروعه مادان شوبرا كان يختلس الأموال، وقد ألقاه في السجن.
تكتشف صديقة سيما أنجالي صورة لأجاي من أيام الكلية. الانخراط فيكي وبريا. اتصل أنجالي بمقر تشوبرا خلال حفلة خطوبة أجاي لتحذيرهم من أن أجاي وفيكي يبدوان متشابهين. اجاي اعتراض وقتل انجالي، ورمي جسدها في النهر. يجد رجل وكلبه الجثة بعد فترة وجيزة، ويدرك بريا والمفتش كاران أن القاتل لا يزال على قيد الحياة.
يعيد التاريخ نفسه مع شوبرا بتسليم التوكيل إلى «فيكي». يقرر أجاي تسريع خطته لتعلم أن بريا وكاران مصممان على العثور على القاتل. خطته تصطدم بخلل عندما واجه هو وبريا فيكي مالهوترا الحقيقي، صديق أجاي، الذي أخذ هويته. بريا تصبح مشبوهة. بعد عودته من رحلته التجارية، صُدم شوبرا بصدمة عندما وجد أن الشركة تديرها مجموعة شارما. يكشف أجاي عن حقيقة رغبته في السعي للانتقام ويطرد شوبرا بعد إذلاله.بريا تتعرف على هوية أجاي الحقيقية من فيكي وتندفع إلى منزل أجاي في بانفيل. لقد صدمت لرؤية المنجد زواج مع صور له مع أختها. اجاي يعود إلى المنزل، حيث واجهته مع أفعاله. يروي لها قصته ويدرك بريا أن والدها هو المخطئ. أجاي يعرّفها بأمه التي لا تتذكره بصعوبة. يأتي مادان ويطلق النار على أجاي في ذراعه ويضربه الحمقى. عندما تحاول والدته التدخل، يصابها مادان، مما يغضب أجاي. إنه على وشك قتل مادان لكنه يتوقف. ثم طعن مادان أجاي بقضيب معدني، يضحك. اجاي يضحك رجوليًا ويطعنه في المقابل ويقتله. انه ينهار بين ذراعي والدته. في كلماته الأخيرة، يقول إنه استعاد كل شيء، والآن يريد فقط الراحة. يشاهد بريا وكاران يائسًا بينما يموت أجاي بين ذراعي والدته

## طاقم الممثلين
- .شاروخ خان في دور اجاي شارما / فيكي مالهوترا
- كاجول في دور بريا شوبرا
- شيلبا شيتي في دور سيما شوبرا
  - شيلبا شيتي في دور سيما شوبرا
  - راخي غولزار في دور شوبها، والدة أجاي
  - داليب تاهيل في دور مادان شوبرا
  - سيدارت راي في دور المفتش كاران ساكسينا
  - جوني ليفر في دور بابو لال، رئيس الخدمة
  - أنانت كما فيشواناث شارما، والد أجاي
  - ريشام تيبنيس كأنجالي سينها، صديق سيما
  - دابو مالك في دور رافي، صديق سيما
  - دينيش هينجو في دور باجوديا سيث
  - عدي الإيراني فيكي مالهوترا الحقيقي
  - سوميت باثاك في دور اجاي الصغير
  - مانموجي تاليا كخادم

## وصلات خارجية
- بازيجار على موقع IMDb (الإنجليزية)
- بازيجار على موقع روتن توميتوز (الإنجليزية)
- بازيجار على موقع نتفليكس (الإنجليزية)
- بازيجار على موقع قاعدة بيانات الأفلام العربية
- بازيجار على موقع ألو سيني (الفرنسية)
- بازيجار على موقع أول موفي (الإنجليزية)
- بازيجار على موقع فيلمافينيتي (الإسبانية)
- بازيجار على موقع قاعدة بيانات الفيلم (الإنجليزية)
- بازيجار على موقع ليتربوكسد (الإنجليزية)
- بازيجار على موقع كينوبويسك (الروسية)